# Laminicoccus flandersi
Laminicoccus flandersi är en insektsart som beskrevs av Williams 1985. Laminicoccus flandersi ingår i släktet Laminicoccus och familjen ullsköldlöss. Inga underarter finns listade i Catalogue of Life.